# El Argarcultuur
De El Argarcultuur is een bronstijdcultuur in het zuidoosten van Spanje die duurde van 2200 tot 1500 v.Chr. Ze ontstond uit de Los Millarescultuur en is vernoemd naar de belangrijkste vindplaats El Argar nabij Antas in de provincie Almería. In het noorden sloot de verwante Motillacultuur aan. Gezien de sterke culturele eenheid van het gebied ongeveer ter grootte van België spreken enige geleerden zelfs van de "eerste staat van Europa".

## Geschiedenis
Binnen de cultuur kan men twee perioden onderscheiden.
Het begin van de El Argarcultuur gaat tot ongeveer 2200 v.Chr. terug en duurde tot 1900 v.Chr. In deze eerste periode vonden bijzettingen in steenkisten, holen en rotsnissen plaats, zoals deze voor de periode ook elders in Europa gebruikelijk waren. De overledenen werden in gehurkte positie binnen de nederzettingen en zelfs binnen de woningen bijgezet. Uit deze periode zijn ook enige goudvondsten bekend. Karakteristiek is eenvoudig aardewerk met geknikte wanden en bronzen stafdolken zoals ook uit Midden-Europa en de Britse Eilanden bekend zijn. Het algemene beeld past in dat van de Europese bronstijd.
Na een overgangsfase vond ca. 1700 v.Chr. een verandering plaats in de grafgebruiken, bouwvormen en het handwerk. Zilver werd belangrijk en zwaarden vervingen de stafdolken. De cultuur beleefde een grote culturele bloei en toonde een sterk hiërarchische samenleving. Deze voor het Westelijke Middellandse Zeegebied ongekende ontwikkeling maakte dat archeologen van een "Troje van het westen" spraken met een cultureel niveau dat met het gelijktijdige Troje VI benaderde.

## Economie en maatschappij

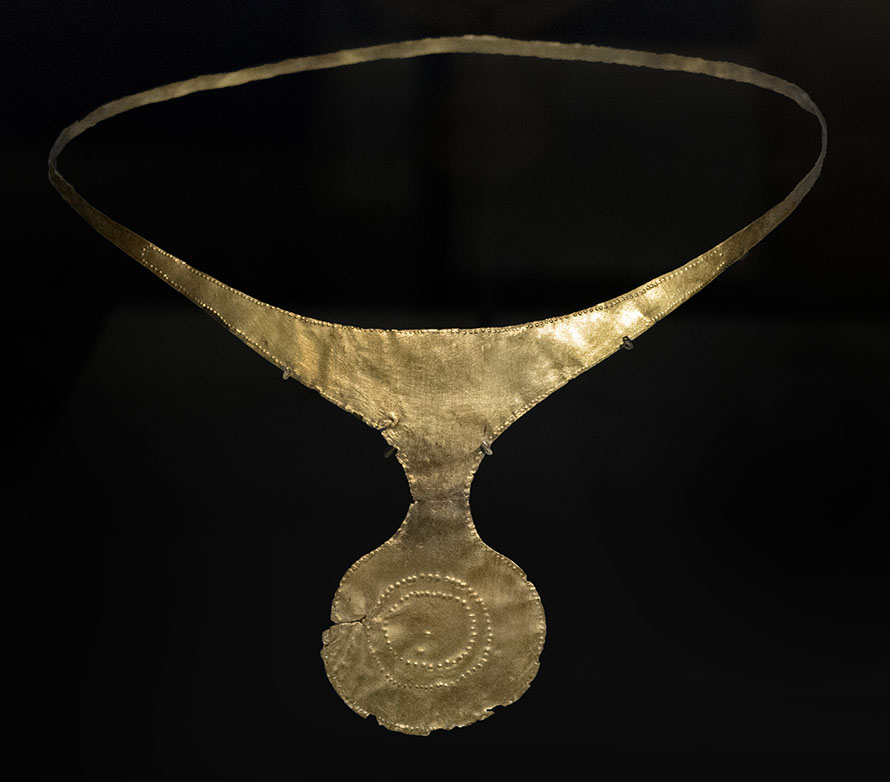
Gouden diadeem

Rond de helft van de bevolking was werkzaam in de landbouw. Hun graven bezaten geen grafgiften. Een verdere 40% waren naar beoordeling van de skeletresten handarbeiders met zware lichamelijke arbeid of soldaten. Slechts ongeveer de helft van de bevolking werd bijgezet. Een tiende van de bevolking behoorde tot de heersende bovenlaag, welke grote gebouwen en paleizen oprichtte. Zo werd een "troonzaal" van meer dan 100 m² opgegraven, in de buurt waarvan zich grote voorraadkamers bevonden. Dit zou kunnen wijzen op een afgifte van de oogst aan de heersers. De heersende klasse bracht de levensmiddelen in hun residentie onder controle en verdeelde deze van daaruit over de bevolking. Het eenvoudige volk leefde op een vrij eenvoudig dieet van granenpap met bonen, linzen en eikels. Bij de heersers is een goede verzorging met vlees en honing aangetoond.

## Architectuur

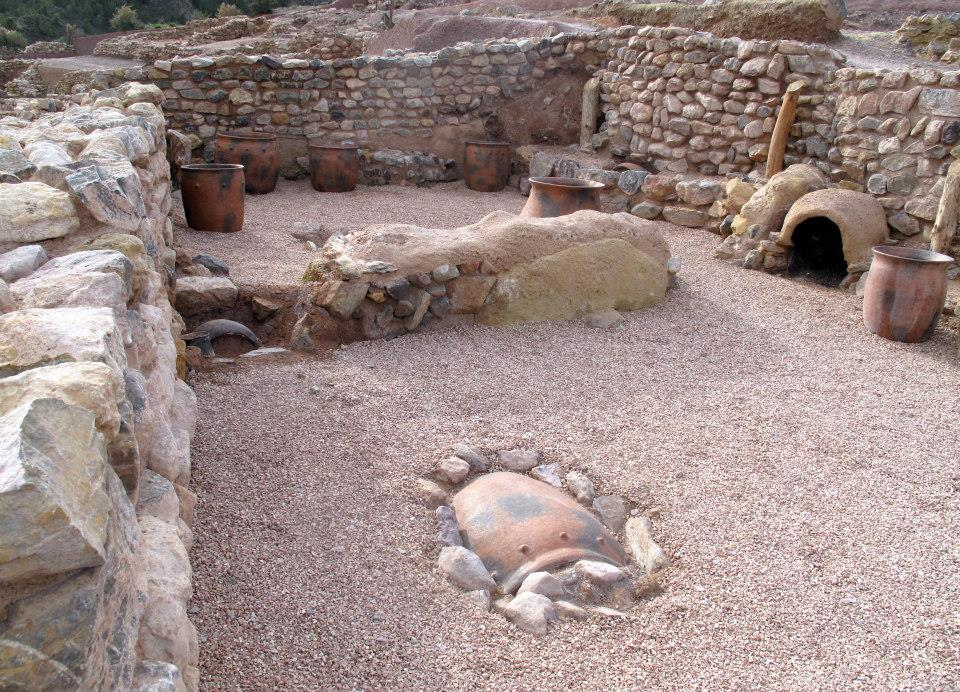
Deels gereconstrueerde woning in La Bastida de Totana

De neerzettingen bestonden uit rechthoekige, dicht aanelkaar staande huizen met een stenen basis en een vloer uit kalk. Veel nederzettingen werden omringd door brede verdedigingsmuren, waarmee de handwerkers onder de hoede van het heerserspaleis gebracht werden. In de latere fase waren wooneenheden tot 70 m² aanwezig, waarbij de begane grond werkplaatsen bevatte terwijl de handwerker met zijn gezin op de verdieping woonde. Zelfs specialisaties zoals molenaar, slager, wever of metaalwerker zijn te herkennen. Het is voorgesteld dat de heersers de eigenaren van deze woningen waren en ze ter wederdienst ter beschikking stelden.
Sommige nederzettingen zoals La Bastida de Totana waren volledig nieuw aangelegd, zonder eerdere bewoning ter plaatse. Opmerkelijk bij La Bastida de Totana is de watervoorziening, waarvoor midden in de nederzetting een beekje in een vallei over een lengte van 14m opgestuwd werd. Een dergelijke stuwdam was in het Europa van die tijd eenmalig.

## Grafgiften

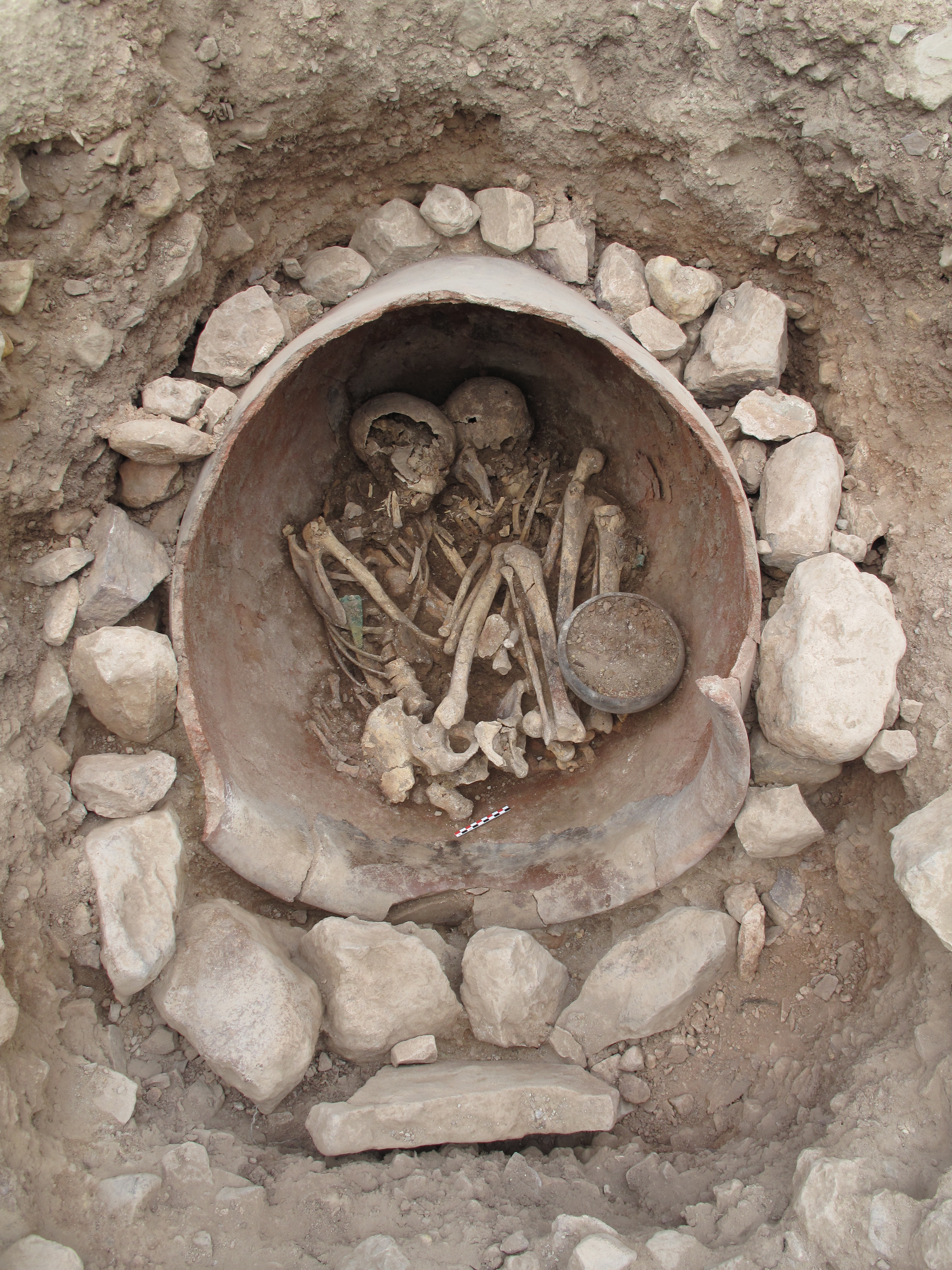
Bijzetting in aarden vat

Naast vlakbijlen en zwaarden werden grote hoeveelheden zilver gevonden, waaronder zilveren diademen voor de heersende klasse. Het aardewerk van de late periode is zeer eenvormig en onversierd, maar van hoge kwaliteit. Meerdere koper- en zilvermijnen in de nabije en verre omgeving werden geëxploiteerd, zoals bij Jaén. In de late periode werd nog slechts zelden in steenkisten bijgezet. De meerderheid werd in grote aardewerken vaten (Spaans: Tinjana) bijgezet, vergelijkbaar met de Griekse pithoi. Zowel deze pithoi als het gebruik van zilver waren in deze periode meer gebruikelijk in het oostelijke Middellandse Zeegebied. Ook importartikelen uit het oostelijke Middellandse Zeegebied zoals Egyptische faience wijzen op  verreikende handelsverbindingen.

## Ondergang
Na een grootschalige ontbossing volgde een monocultuur van gerst, welke uiteindelijk tot verzouting van de bodem voerde. Tegen het einde van de cultuur namen gebreksymptomen bij de bevolking toe. Goed gevulde voorraadkamers wijzen op een zeer plotseling einde. Uiteindelijk eindigen alle nederzettingen met een brandlaag die op omstreeks 1550 v.Chr. gedateerd werd. Men vermoedt hier een opstand van de hongerende bevolking tegen de heersende elite, waarbij de nederzettingen in vlammen opgingen. De eropvolgende periode toont slechts eenvoudige landelijke nederzettingen.

## Archeologie
De ontdekking van de Al Argarcultuur gebeurde eind 19e eeuw door de broers Louis en Henri Siret, twee Belgische mijningenieurs uit Sint-Niklaas. Ze werkten in de zilvermijnen van Cuevas del Almanzora en deden in hun vrije tijd aan amateurarcheologie. Wat ze vonden was een nog niet bekende prehistorische beschaving. In 1890 publiceerden ze hun eerste resultaten.